# Francisco Cámera
Francisco Cámera (né le 1er janvier 1940 en Uruguay) est un joueur de football international uruguayen qui évoluait au poste de défenseur.

## Biographie

### Carrière en équipe nationale
Avec l'équipe d'Uruguay, il figure dans le groupe des 22 joueurs sélectionnés lors de la Coupe du monde de 1970. Lors du mondial organisé au Mexique, il ne joue aucun match.

## Palmarès
Montevideo Wanderers
- Championnat d'Uruguay D2 (1) :
  - Champion : 1962.